# Cinque Nazioni 1972
Il Cinque Nazioni 1972 (in inglese 1972 Five Nations Championship; in francese Tournoi des Cinq Nations 1972; in gallese Pencampwriaeth y Pum Gwlad 1972) fu la 43ª edizione del torneo annuale di rugby a 15 tra le squadre nazionali di Francia, Galles, Inghilterra, Irlanda e Scozia, nonché la 78ª in assoluto considerando anche le edizioni dell'Home Nations Championship.
Si tenne dal 15 gennaio al 25 marzo 1972 e non ebbe un vincitore perché fu incompleto; a seguito, infatti, del Bloody Sunday del 30 gennaio, in cui l'esercitò britannico uccise 14 attivisti a Derry, in tutta l'Irlanda esplosero tumulti: l'ambasciata del Regno Unito a Dublino fu data alle fiamme e i giocatori provenienti da Galles e Scozia arruolati nelle forze armate o in polizia si rifiutarono di recarsi in Irlanda per le loro gare esterne a seguito di minacce di morte giunte loro tramite lettere anonime, apparentemente inviate dall'IRA.
Al torneo mancarono quindi i due incontri interni dell'Irlanda, che disputò solo quelli esterni contro Francia e Inghilterra, entrambi vinti; queste ultime furono anche le uniche due formazioni che disputarono tutti e quattro gli incontri in calendario, anche se con rispettivamente una e zero vittorie.
Il Galles a punteggio pieno con tre vittorie su tre si vide preclusa la possibilità di tentare il Grande Slam a Dublino.
Nella storia del torneo si tratta della più recente edizione incompleta e senza titolo assegnato.
Quale parziale compenso per le perdite dovute ai mancati incontri interni (~65000 £), la federazione francese si offrì di disputare un'amichevole a Lansdowne Road a fine aprile il cui incasso sarebbe rimasto all'Irlanda.
I padroni di casa vinsero 24-14.
Fu, a titolo statistico, il primo torneo tenutosi dopo che il 1º settembre 1971 l'IRFB portò da 3 a 4 punti il valore della meta, e l'ultimo Cinque Nazioni tenutosi allo stadio di Colombes; nella stagione successiva la Francia si trasferì al ricostruito Parco dei Principi.

## Nazionali partecipanti e sedi
| Squadra     | Città     | Impianto interno      |
| ----------- | --------- | --------------------- |
| Francia     | Colombes  | Stadio Yves du Manoir |
| Galles      | Cardiff   | Arms Park             |
| Inghilterra | Londra    | Twickenham            |
| Irlanda     | Dublino   | Lansdowne Road        |
| Scozia      | Edimburgo | Murrayfield           |

## Risultati
| Arbitro: | Jake Young |

|        |      |                   |
|        | mt   | J. P. R. Williams |
|        | tr   | B. John           |
| Hiller | c.p. | B. John (2)       |

| Arbitro: | Meirion Joseph |

|                         |      |            |
| Frame Renwick C. Telfer | mt   | Dauga      |
| A. Brown                | tr   | Villepreux |
| P. Brown                | c.p. | Villepreux |
| C. Telfer               | drop |            |

| Arbitro: | Tony Lewis |

|            |      |                       |
| Lux        | mt   | R. McLoughlin Moloney |
| Villepreux | tr   |                       |
| Villepreux | c.p. | Kiernan (2)           |

| Arbitro: | Alf Jamison |

|                                             |      |                  |
| Bergiers G. Davies G. Edwards (2) J. Taylor | mt   | Clark            |
| B. John (3)                                 | tr   | P. Brown         |
| B. John (3)                                 | c.p. | P. Brown Renwick |

| Arbitro: | Roger Austry |

|            |      |             |
| Ralston    | mt   | Flynn Grace |
| Hiller     | tr   | Kiernan     |
| Hiller (2) | c.p. | Kiernan     |
|            | drop | McGann      |

| Arbitro: | T. Grierson |

|                                                 |      |         |
| Biémouret Duprat (2) Lux Sillières W. Spanghero | mt   | Beese   |
| Villepreux (5)                                  | tr   | Old     |
| Villepreux                                      | c.p. | Old (2) |

| Dublino 26 febbraio 1972 | Irlanda | n/d – | Scozia | Lansdowne Road |

| Dublino 11 marzo 1972 | Irlanda | n/d – | Galles | Lansdowne Road |

| Arbitro: | Meirion Joseph |

|                       |      |       |
| P. Brown MacEwan      | mt   |       |
| A. Brown P. Brown (3) | c.p. | Old 3 |
| C. Telfer             | drop |       |

| Arbitro: | Mike Titcomb |

|                 |      |                |
| Bevan G. Davies | mt   |                |
| B. John (4)     | c.p. | Villepreux (2) |

## Classifica
| Pos | Squadra     | G | V | N | P | PF | PS | DP  | Pt |
| --- | ----------- | - | - | - | - | -- | -- | --- | -- |
| 1   | Galles      | 3 | 3 | 0 | 0 | 67 | 21 | +46 | 6  |
| 2   | Irlanda     | 2 | 2 | 0 | 0 | 30 | 21 | +9  | 4  |
| 3   | Scozia      | 3 | 2 | 0 | 1 | 55 | 53 | +2  | 4  |
| 4   | Francia     | 4 | 1 | 0 | 3 | 61 | 66 | −5  | 2  |
| 5   | Inghilterra | 4 | 0 | 0 | 4 | 36 | 88 | −52 | 0  |